# Nguyễn Phong Di
Nguyễn Phong Dy (阮豐貽), nguyên danh Nguyễn Thái Bạt, hỗn danh Lý Phục Hán, sinh năm 1889, tại làng Nguyệt Viên, xã Hoằng Quang, huyện Hoằng Hóa, phủ Hà Trung, tỉnh Thanh Hóa, Trung Kỳ (nay là làng Nguyệt Viên, xã Hoằng Quang, thành phố Thanh Hóa, tỉnh Thanh Hóa, Bắc Trung Bộ), thác năm 1923 tại Huế. Cụ là một trong những sĩ đại phu đã nhiệt thành tham gia phong trào Minh Tân và Duy Tân ngay từ đầu.

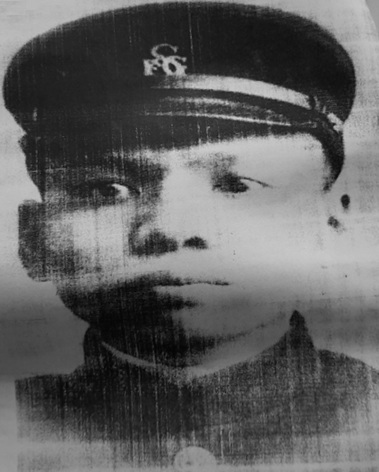
Chân dung cụ Nguyễn Phong Dy thời lưu học Dobun Gakko.

## Lịch sử
Cụ Nguyễn Phong Dy sinh vào năm 1883 ở Thanh Hóa và thác năm 1923 tại Huế. Hiện cụ có hai chốn an nghỉ nghìn thu là Huế (mộ thật) và Thanh Hóa (mộ nghi táng trong lăng) theo tục cổ truyền.
Theo tộc phả, cụ sinh chính xác năm 1883 ở thôn Nguyệt Viên, xã Hoằng Quang, quận Hoằng Hóa, phủ Hà Trung, tỉnh Thanh Hóa, Trung Kỳ (bây giờ là thôn Nguyệt Viên 2, xã Hoằng Quang, thành phố Thanh Hóa, Bắc Trung Bộ). Theo giấy chứng sinh, tên cụ được chép là Nguyễn Thái Bạt (阮泰拔), nhưng vì sinh năm Mùi nên cha mẹ gọi là Dê, nên đến thành niên cụ tự đặt biểu tự là Phong Dy (豐貽). Có nhiều tài liệu hay chép là "di", nhưng thủa ấy đã ký chữ Pháp là "dy". Toàn bộ cuộc đời chí sỹ Nguyễn Phong Dy có trong Quốc Triều Hương Khoa Lục và Nguyễn Phong Dy Truyện.
Năm 1904, Nguyễn Phong Dy ở trong đoàn thanh niên đầu tiên được Phan Bội Châu cho đi Nhật lưu học, nhưng lúc ấy bơ vơ nên cả hội phải đi ăn xin ở vỉa hè hết sức cơ cực (việc này hiện giờ không thấy sách vở nào dám nhắc). Sau đó có một người tên là Asaba Sakitaro giang tay cứu giúp, riêng Nguyễn Phong Dy ít tuổi nhất nên được vào học Đồng Văn Học Hiệu (同文学校). Cụ học tiếng Nhật và Hán ngay tại trường, rồi được Phan tiên sinh cho cùng với Phan Thế Mỹ và Lâm Quảng Trung thành Giao Tế Bộ nhằm vận động gây ảnh hưởng cũng như mộ thêm thanh niên ở An Nam xuất dương.
Năm 1910, hội Đông Du bị trục xuất, Nguyễn Phong Dy lại nhận trách nhiệm hộ tống Phan Bội Châu và hoàng thân Cường Để về Thượng Hải rồi quành xuống Quảng Châu. Cụ được Phan cho đi học Bảo Định Quân Hiệu ở tận Bắc Kinh, mà vì đã có thời gian lưu học Nhật rất danh giá nên ngay từ đầu đã mang quân hàm đại úy. Nguyễn Phong Dy học chưa được một năm thì bỏ trường đi theo Tôn Trung Sơn làm cách mạng, cụ lấy tên mới là Lý Phục Hán (李復漢). Sau cách mạng Tân Hợi 1911, cụ có thời gian ngắn làm phụ tá cho Tôn, được Tôn tiên sinh gả dưỡng nữ Lâm Thị. Nhưng Phong Dy cự tuyệt bằng đối liễn: "Thiên vị anh hùng tiểu muội khái ; Cố giao hồng phấn bạn dong công". Chính phủ cách mạng liệt cụ vào nhóm khai quốc công thần.
Năm 1912, Viên Thế Khải đảo chính nên các cựu hội viên Đông Du cũng lao đao. Phan Bội Châu trốn đi Tiêm La, còn Nguyễn Phong Dy cùng đường phải về quê nhà ở Thanh Hóa. Lúc này cụ mới chịu thành thân với một bà người Quảng Bình. Đây là con gái của "ông Bạch Xỉ" Đoàn Chí Tuân, lĩnh tụ Cần Vương. Từ thời gian ấy, cụ chuyên tâm học thêm tiếng Pháp và giùi mài kinh sử thôi.
Năm Khải Định thứ 4 (1919), Nguyễn Phong Dy cũng lều chõng đi thi và chiếm giải nguyên, trở thành vị quan trạng cuối cùng của khoa cử phương Đông. Điều lạ là, năm ấy cũng năm Mùi. Cụ được triều đình bổ vào Ban Tu Thơ, đồng thời đi dạy hợp đồng ở trường Hậu Bổ Huế. Nhưng năm 1923, Nguyễn Phong Dy lâm chung. Báo chí lúc ấy truyền loan rằng cụ bị người Pháp đầu độc ở trong tù, nhưng các tài liệu gia đình đều nói cụ nhiễm phong hàn vì vốn sức khỏe đã yếu từ trước. Lúc đầu cụ nằm ở chỗ phường Nam Giao, nhưng sau đó con cháu đưa ra Cồn Hến. Sau này vì đất nước chia hai nên các con cháu ở quê nhà chỉ có lập đàn vô vong ở khu nghĩa địa Nguyệt Viên. Chỗ ấy còn đối liễn của phái đoàn sĩ phu Nghệ An kính biếu: "Một nén hương đưa người chí sỹ ; Trăm năm còn mãi tiếng đình nguyên". Quyển truyện về cuộc đời cụ do cụ Phan Sào Nam chấp bút vào năm 1917, in trên Binh sự tạp chí và Quảng Châu tảo báo san hành xã.

## Thân quyến
Cụ Nguyễn Phong Dy có tất cả 4 người con, gồm 2 trai 2 gái, nhưng hầu hết không sống thọ vì chắc sức khỏe di truyền kém. Nhưng người con nuôi Trần Quang Viên của cụ cũng là con của em gái thì lại rất đa tài. Ông cũng có thời gian làm quan nhưng tính cách bốc đồng nên bỏ đi đá bóng tròn (hội túc cầu Hồng Bàng Cotonkin) với đánh quyền anh giật giải nhất mấy lần, sau này chuyên tâm làm y sỹ ở trong nhà thương Đồn Thủy, thăng tới quan hai (trung úy). Chính vì điều này nên hồi cải cách, lăng mộ Nguyễn Phong Dy bị du kích đập phá, dỡ cả ngói với cột đi làm trụ sở ủy ban xã.